# Jakob Sprenger (inkwizytor)
Jakob Sprenger OP (ur. pomiędzy 1435 a 1438 w Rheinfelden koło Bazylei, zm. 6 grudnia 1495 w Strasburgu) – niemiecki duchowny katolicki, dominikanin, inkwizytor.

## Życiorys
W 1452 został przyjęty do nowicjatu w klasztorze dominikanów w swym rodzinnym mieście. Później podjął studia i uzyskał tytuł magistra teologii na Uniwersytecie w Kolonii (1467). W 1480 został dziekanem katedry teologii tego uniwersytetu, a jego wykłady cieszyły się dużą popularnością. W latach 1472–1488 był też przeorem kolońskiego konwentu dominikanów. W 1479 asystował w procesie inkwizycyjnym przeciwko Janowi Rucheratowi, któremu przewodniczył inkwizytor Gerhard von Elten. Od 1481 sam sprawował funkcję Inkwizytora dla prowincji kościelnych Moguncji, Trewiru i Kolonii, wydaje się jednak, że nie prowadził żadnej działalności w tym charakterze.
Był przedstawicielem zreformowanego odłamu zakonu dominikanów (obserwantów). Uczestniczył w reformie konwentów w Kolonii (1464) i Frankfurcie (1474). W 1474 roku został wikariuszem zreformowanych konwentów w Brabancji. W latach 1485–1488 był wikariuszem prowincji zakonnej Teutonia (tj. południowe i zachodnie Niemcy), a następnie od 1488 roku aż do śmierci Sprenger sprawował funkcję prowincjała tej prowincji. Zajmował się także propagacją modlitwy różańcowej i założył 8 września 1475 w Kolonii pierwsze Bractwo Różańcowe.

## Malleus maleficarum
Sławę zyskał jako domniemany współautor (wraz z Heinrichem Kramerem) Młota na czarownice (1486). Część badaczy podważa jednak jego udział w powstaniu tego dzieła, uważając, że Kramer posłużył się jego nazwiskiem w sposób nieuprawniony. Współpracownik Sprengera, Servatius Fanckel, krótko po jego śmierci wprost zaprzeczył, jakoby miał on cokolwiek wspólnego z tym dziełem. Faktem jest, że po publikacji Młota w 1487 Sprenger zainicjował wewnątrzzakonne śledztwo przeciwko Kramerowi, zakończone jego ukaraniem przez władze zakonne w 1490. Aż do śmierci Sprengera Kramer pozostawał w niełasce. Niestety nie wiadomo, co było przyczyną tego konfliktu, nie ma więc pewności, czy w jakikolwiek sposób wiązał się ze sprawą publikacji Młota na czarownice. Niektórzy badacze (Hans Peter Broedel, Chrostopher Mackay) uważają, że wątpliwości co do współautorstwa Sprengera są nieuzasadnione.